# Hesperantha hantamensis
Hesperantha hantamensis är en irisväxtart som beskrevs av Rudolf Schlechter och Robert Crichton Foster. Hesperantha hantamensis ingår i släktet Hesperantha och familjen irisväxter. Inga underarter finns listade i Catalogue of Life.